# 奧尼翁河
奧尼翁河（法語：Ognon，法語發音：[ɔɲɔ̃] ⓘ）是法國的河流，位於該國東部，屬於索恩河的左支流，河道全長213.7公里，流域面積2308平方公里，平均流量每秒34立方米，河口處在索恩河畔蓬塔耶。

## 外部連結
- http://www.geoportail.fr（页面存档备份，存于）
- Sandre数据库中的奥尼翁河